# スペイン継承戦争
スペイン継承戦争（スペインけいしょうせんそう、スペイン語: guerra de sucesión española）は、18世紀初めにスペイン王位の継承者を巡ってヨーロッパ諸国間で行われた戦争である。また、この戦争において北アメリカ大陸で行われた局地戦はアン女王戦争と呼ばれる。
この戦争に参戦した一国であるイングランド王国は、戦争期間中に「グレートブリテン王国」へと変わっているが、本記事では王位と国制に関わる箇所を除いて「イギリス」に統一している。

## 背景

### フランスの野心
フランス王ルイ14世は領土拡大を目論み、ネーデルラント継承戦争、仏蘭戦争、大同盟戦争など度々戦争を起こした。特に、自然国境説を主張して北西国境のライン川までの拡大を目指し、スペインが支配していた南ネーデルラントやオランダへの侵入を幾度も試みた。この動きはイングランド王兼オランダ総督ウィリアム3世を中心とする周辺諸国の反発を招き、小規模な目的しか達成出来ずにいた。
1697年に大同盟戦争を終結させたレイスウェイク条約で、フランスは領土をほとんど手に入れられなかったばかりか、相手側の要求を認めたため実質的な敗戦となったが、ルイ14世は姻戚関係にあるスペイン王位に目をつけていたため妥協した結果であった。

### スペイン王家の断絶直前

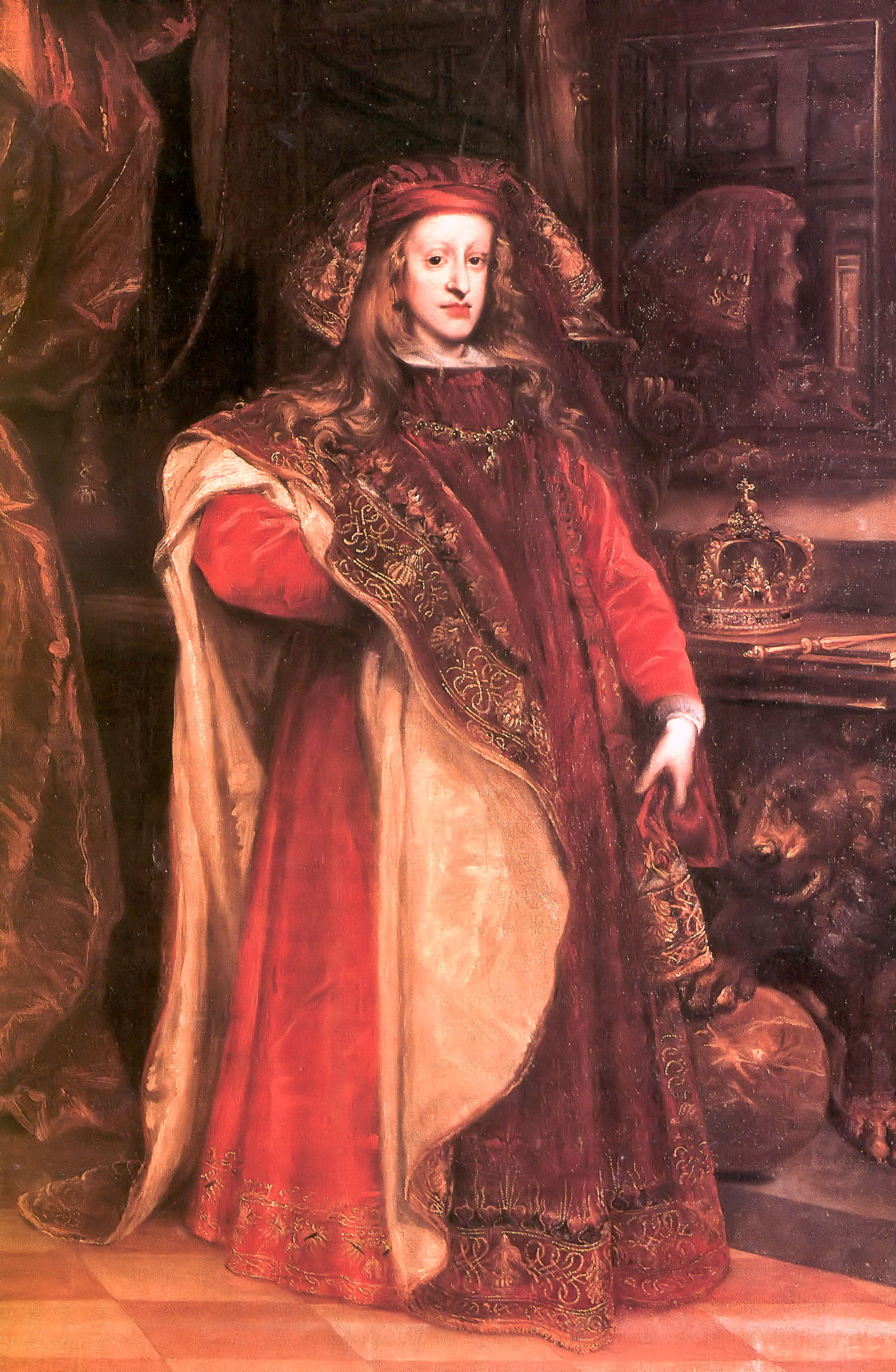
スペイン・ハプスブルク家最後のスペイン国王カルロス2世

スペイン・ハプスブルク家最後の王カルロス2世は、先天的に虚弱かつ心身に異常が見られ、後継者を望めそうになかった。したがって、近い将来のスペイン王家の断絶は、カルロス2世の生存中から確実視されていた。
スペイン王家とは同族であり、フェリペ3世の娘でアンヌの妹マリア・アンナ（マリア・アナ）の子であるオーストリア・ハプスブルク家の神聖ローマ皇帝レオポルト1世が候補になったが、スペインとオーストリアの合邦を招くため、忌避された。
次いで有力だったのが、ブルボン家のフランス王ルイ14世だった。彼はフェリペ3世の娘アンヌの子であり、王妃はカルロス2世の異母姉マリア・テレサだったが、母后も王妃もスペインの王位継承権を放棄しており、レオポルド同様、最適任ではなかった。
第3の有力者は、カルロス2世の同母姉マルガリータ・テレサの孫ホセ・フェルナンドだった。

### スペインの分割案
イングランド王ウィリアム3世は、1698年、ルイ14世に対して打開策を提案し、ハーグで第一次分割条約に合意した。2人は、ホセ・フェルナンドを後継者とするが、ナポリとシチリアはルイ14世の息子ルイ王太子（グラン・ドーファン）へ、ミラノ公国はレオポルト1世の次男カール大公へ、それぞれ割譲される内容だった。
スペインもホセ・フェルナンドを後継者とすることに合意し、アストゥリアス公に叙爵したが、領土の割譲は拒絶した。しかし、そのホセ・フェルナンドが1699年2月に6歳で夭逝してしまう。この直後から、ルイ14世はスペイン問題に熱心に介入し、第二次分割条約として、カール大公にスペイン本国を継承させる代わりに、ルイ王太子にナポリ、シチリア、トスカーナ、ギプスコア、ロレーヌを割譲することで、イギリスやネーデルラント連邦共和国の同意を得た。当のスペイン王国及び皇帝レオポルト1世は反発し、両者はスペイン所領の一括相続では一致したものの、カルロス2世の体調悪化は深刻であり、後継者を巡る各国の策謀の中、カルロス2世はルイ王太子の次男アンジュー公フィリップを遺言で後継者に指名して、1700年11月1日に崩御する。
カルロス2世の遺言では、スペイン領の一括相続を前提としてアンジュー公フィリップに王位が継承されるが、これをルイ14世が拒否した場合は、カール大公が相続すると定められていた。ルイ14世は、スペインの分割ではなく、カール大公のスペイン継承に伴いフランスがハプスブルク家に挟撃されることを回避するため、同年11月9日カルロス2世の遺言の支持を表明し、アンジュー公フィリップがスペイン王フェリペ5世として即位した。
フィリップへの王位継承は、スペイン宮廷にフランス支持者を増やしたルイ14世の画策によるものであったとされる。カルロス2世は一括相続して戦争が起こる場合を見越して、フランスが諸国に対抗出来るだろうとの期待から選んだものであった。仏西の合同を脅威と感じていたにもかかわらず、ウィリアム3世はフェリペ5世の即位を容認した。

### 王位継承候補者の系図
候補者（緑背景）とスペイン王家（赤背景）との関連性のみを抜粋する。詳細な系図は、#系図の節を参照。

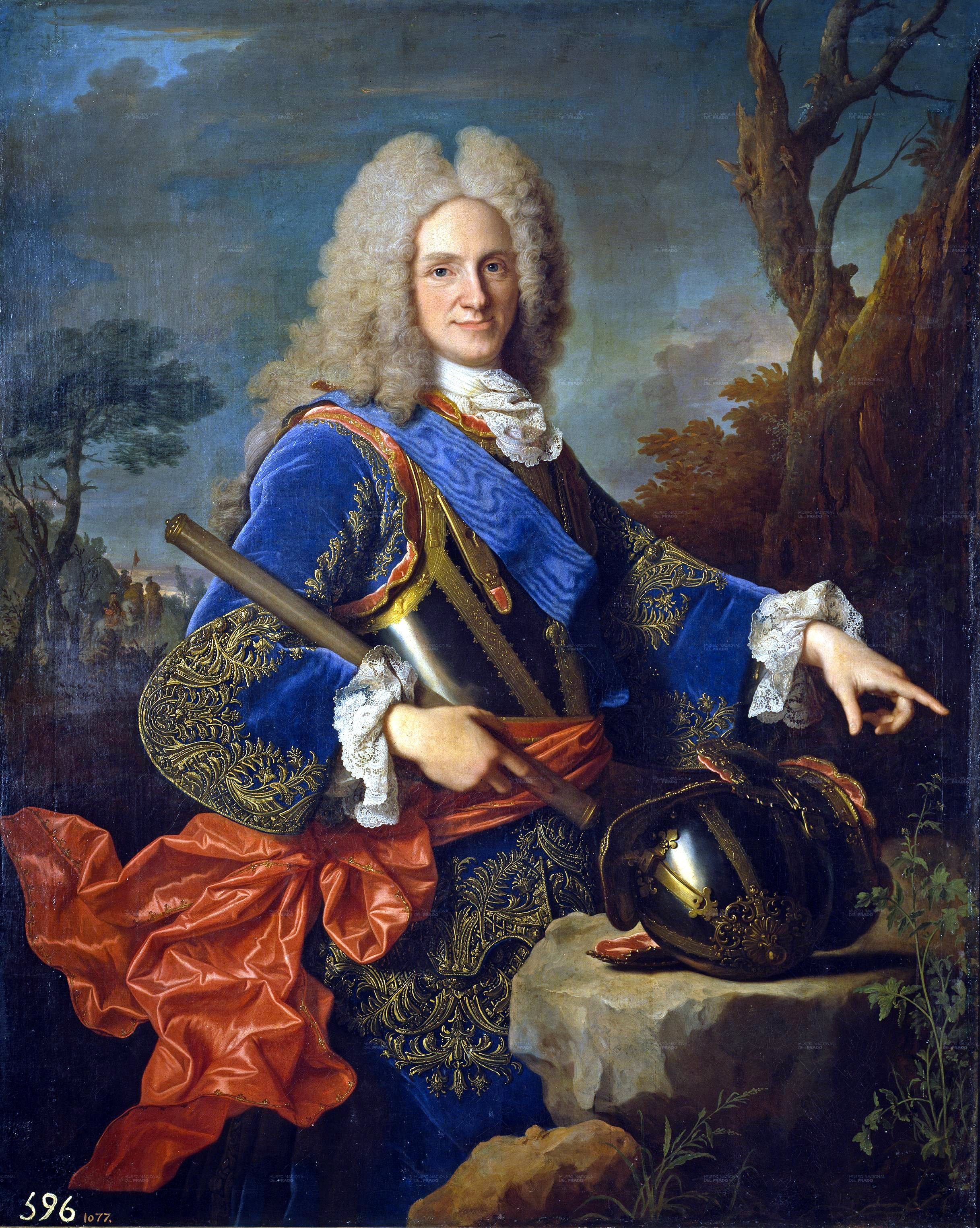
アンジュー公 フィリップ
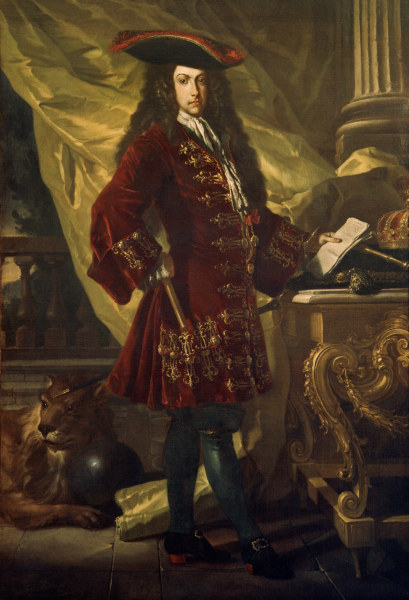
オーストリア大公 カール

### カルロス2世崩御と対立の表面化
スペインを事実上獲得したルイ14世は、フェリペ5世のフランス王位継承権を保留し、将来の仏西両国の合同を暗示させた。オランダへの牽制としてスペイン領ネーデルラント（現ベルギーならびにルクセンブルクなど）の総督でフェリペ5世の母方の叔父でもあるバイエルン選帝侯マクシミリアン2世エマヌエルの承認を得てフランス軍を駐屯させ、スペインの貿易特権をフランスの貿易会社に譲らせた上、イングランド王位僭称者ジェームズ3世を支持するジャコバイトの支援も行った。
これら一連の行動はイギリスを戦争へと傾かせ、ウィリアム3世は、1701年9月7日にハーグでフランスの勢力拡大を恐れるオーストリア、オランダと対フランス大同盟（ハーグ条約）を結び、フェリペ5世の即位に反対した。
最初はスペインの辺境を我が物にせんとするフランスと、それを押しとどめようとするヨーロッパ各国との戦争の様相であったが、次第にスペインの国内事情がからみ『スペインの内戦』の一面を持つようになった。スペイン国内が一丸となってフェリペ5世即位を支持したわけではなく、政治の中心であるカスティーリャに対し、古くから君主との協約主義を掲げ自治の発達したカタルーニャ及びアラゴン・バレンシアは中央政権に対抗心を持っていたのである。ナバラとバスクはブルボン家支持を表明した。

## 全般の経過

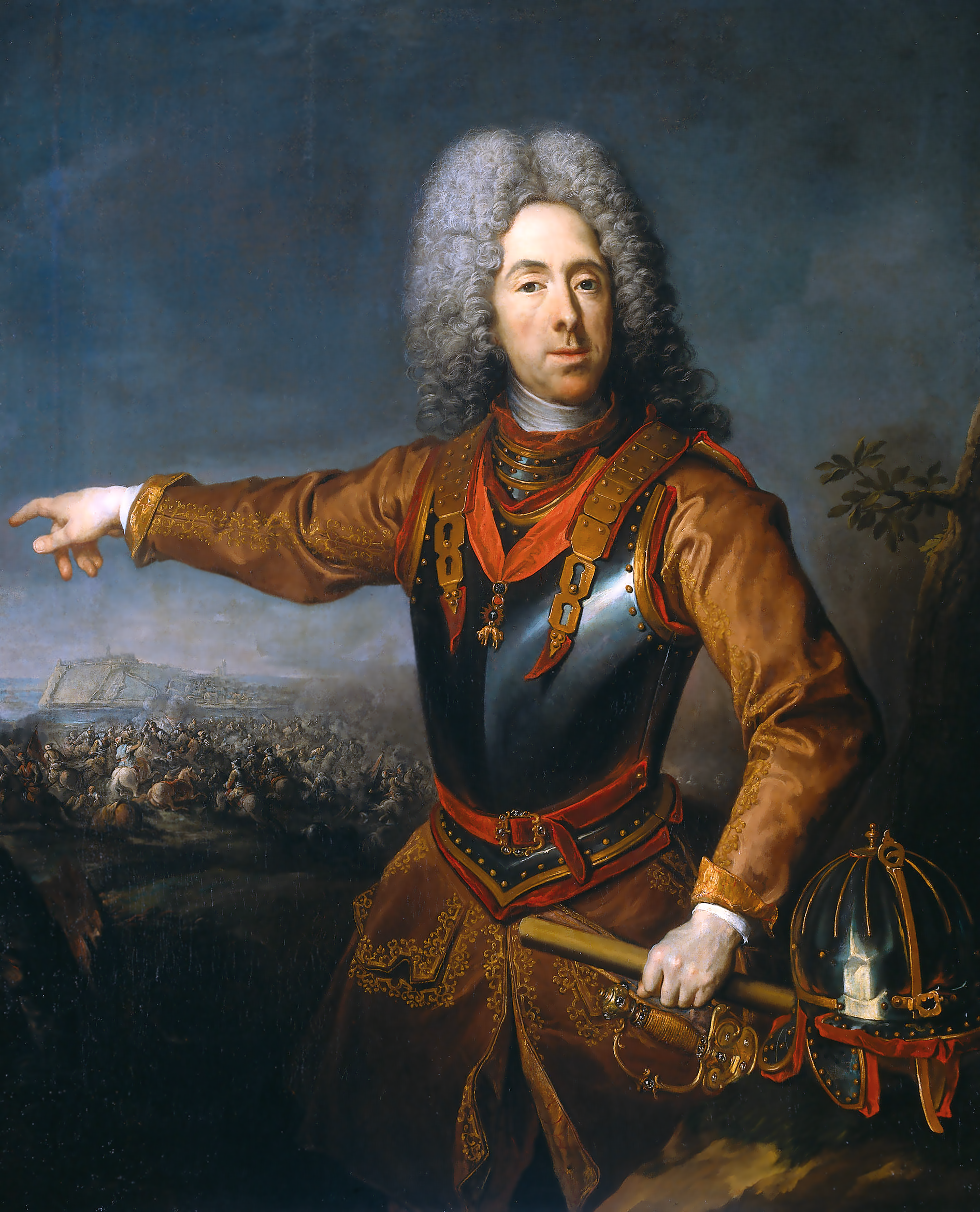
プリンツ・オイゲン

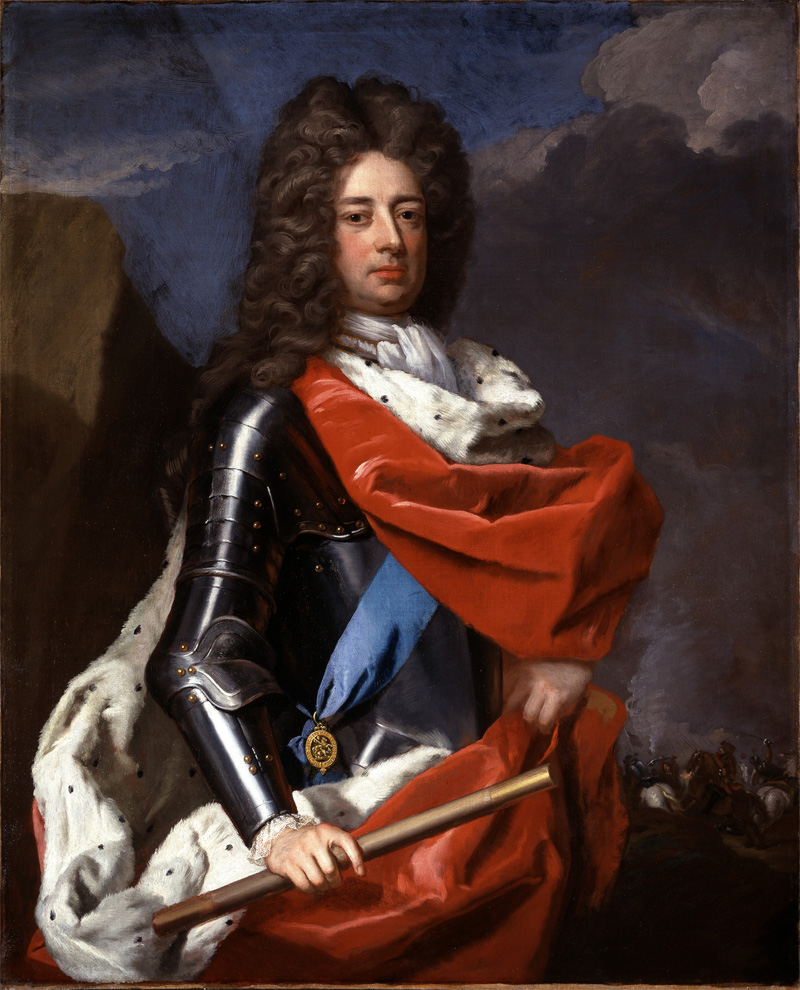
マールバラ公ジョン・チャーチル

戦争はまず、オーストリアがスペイン領ミラノ奪還を目指して、1701年にプリンツ・オイゲン率いる軍を北イタリアに進撃させたことで始まった。
イギリスは1702年にウィリアム3世が崩御。新たに即位した義妹のアン女王の下でシドニー・ゴドルフィンを中心とした政権が成立、女王の親友でもある女官サラ・ジェニングスの夫であるマールバラ公ジョン・チャーチルが司令官に任命された。1702年夏、マールバラ公は4万の兵力を率いて大陸に派遣される。イギリス軍はオランダ軍と連合してフランドルに迫った。ここでマールバラ公はオランダに接近したフランス軍を威嚇しながら占領地域を解放、1703年にはフランス軍をネーデルラントへ後退させた。また、マールバラ公はケルン選帝侯領経由で南下し、バイエルンを視野に入れた。フランスは同年8月、ヴィラールを抜擢して、オイゲン公不在の間隙に、ハプスブルク家の本拠地ウィーンを攻撃する。
ポルトガルやブランデンブルク＝プロイセン・ハノーファーを始めとするドイツの諸領邦国家も同盟に加わったため、フランスは孤立無援に陥った。しかし1704年春、バイエルン選帝侯マクシミリアン2世の同盟を得てアルザスを占領、南ドイツに軍を派遣してオーストリアを脅かした。これに対して、オイゲン公がイタリアから急遽帰還、加えてマールバラ公率いるイギリス軍とハイルブロンで合流し、8月13日のブレンハイムの戦いでフランスを破った。結果、バイエルンは同盟国に占拠されたため、フランス軍はアルザスまで後退した。バイエルン選帝侯マクシミリアン2世はネーデルラントへ亡命し、オーストリアの危機は去った。
ポルトガルはイギリスと単独講和していたことから、イギリスの地中海進出は容易となった。1704年、アン女王はカール大公の要望に沿って輸送船を貸与してオーストリア軍のスペイン上陸を支援し、他方ジョージ・ルーク率いるイギリス軍がジブラルタルを占領した（ジブラルタルの占領）。ジブラルタル陥落から6週間後、カール大公は彼を支持するカタルーニャへ上陸。翌1705年、フランス軍はジブラルタルを長期間包囲したが、イギリス海軍は執拗に持ちこたえた（マラガの海戦）。カール大公はイギリス軍や地元義勇軍に支援されて、さらにバルセロナを陥落させ（バルセロナ包囲戦 (1705年)）、1706年にはマドリッドに入城する。しかし、アン女王の異母弟でジャコバイトのベリック公ジェームズがフランス軍を率いて、オーストリア軍を破ってマドリードを奪還する。
フランスは反撃を図り、オーストリア側に就いたサヴォイア公国の首都トリノを攻囲したが、1706年にオイゲン率いるオーストリア軍に敗れ、北イタリアを制圧された（トリノの戦い）。またスペイン領ネーデルランドでは、マールバラ公率いるイギリス軍にラミイの戦いで敗れ、ネーデルラントを失った。
1707年、フランス軍はフランドルに軍を集めてイギリス・オランダ軍に対する反抗を開始した。マールバラ公はこれに対してイギリス・オランダ・オーストリアの連合軍を結集し、1708年にアウデナールデの戦いでフランス軍を破った。翌1709年、ルイ14世は和平を提案したが、フェリペ5世のスペイン王位継承をはじめとして連合国の認められない要求が含まれていたため、戦争は再開され、マールバラ公はパリ進撃を目指してフランス領フランドルに侵入した。連合軍とフランス軍はマルプラケの戦いで激突し、連合軍はフランス軍を敗走させたものの、死傷者数万人の大損害を被り、戦線はフランドルで膠着した。
この頃までに、オランダやドイツ諸邦は既に戦争の継続に倦んでおり、イギリス国内でも和平を望む声が高まっていた。やがて、和平派のアン女王は戦争推進派のサラを疎ましく思うようになる。1710年、自身がイギリスの戦争推進派の中心でもあるマールバラ公は、妻のサラ共々アン女王の信任を失う。政府も和平に傾き始め、ゴドルフィンがアン女王に更迭され、与党のホイッグ党が総選挙で敗れると、トーリー党の指導者ロバート・ハーレーとヘンリー・シンジョンらが和平に動き出した。
ヨーロッパで戦争が繰り広げられている間、アメリカ大陸ではイギリスとフランスの間で植民地を巡るアン女王戦争が開始された。イギリスはフランス領カナダのケベックを狙い、フランスはニューイングランドの英国植民地を狙った。いずれも成功しなかったが、イギリスはフランス領アカディアの占領に成功した。また、戦争中の1707年にイングランドとスコットランドの合同条約が批准され、グレートブリテン王国が成立している。

## 和平

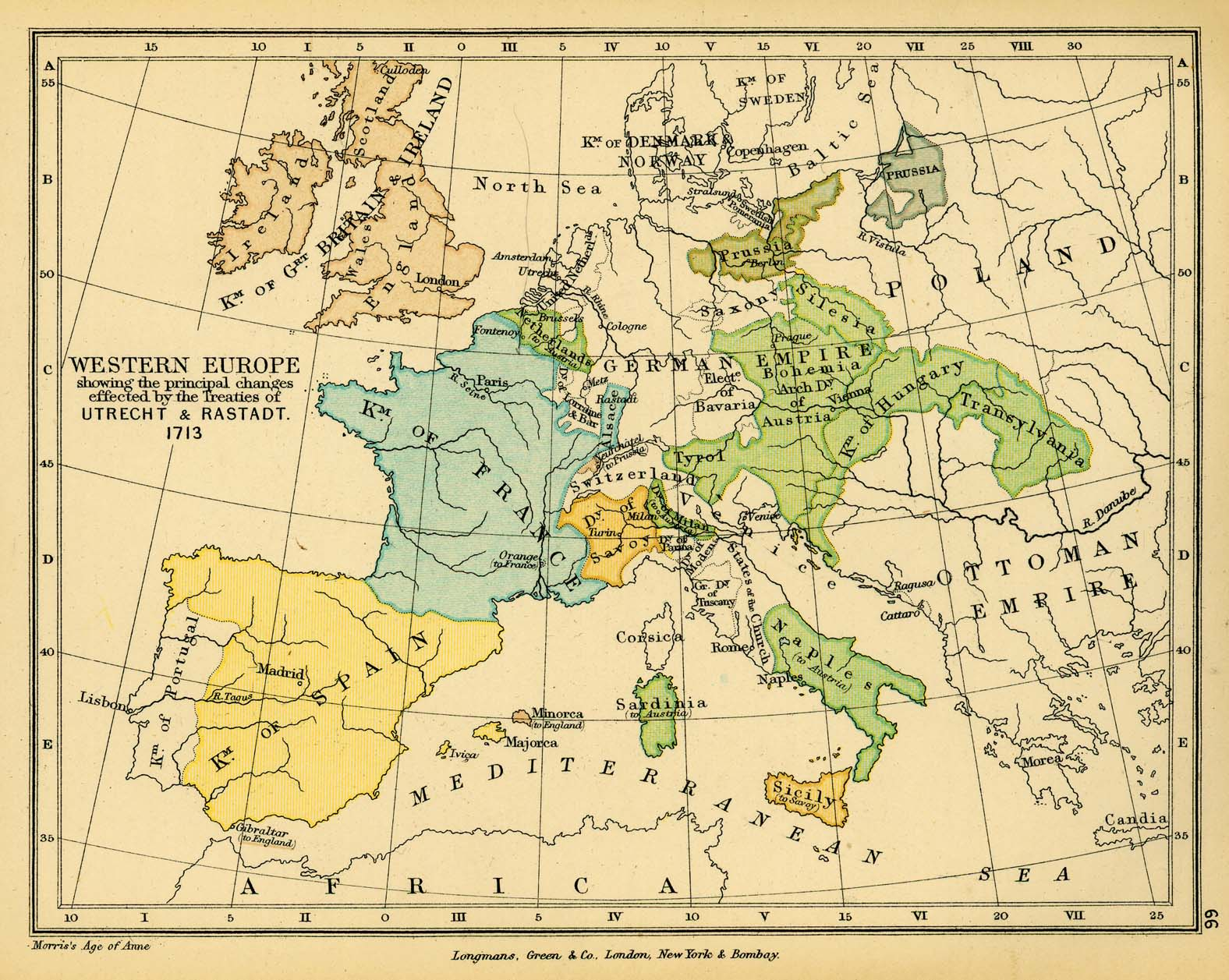
スペイン継承戦争後の各国の領土。茶色はイギリス、青はフランス、黄色はスペイン、緑はオーストリア、橙はサヴォイア、深緑はブランデンブルク＝プロイセン

1711年、イギリスのマールバラ公は軍資金横領が発覚して失脚。同年4月17日にはオーストリアのレオポルト1世の後を継いでいた皇帝ヨーゼフ1世が崩御し、弟であるカール大公は『皇帝カール6世』として即位する。その結果、イギリスはカール6世のスペイン王位継承でハプスブルク家の大帝国が再現することを恐れ、フェリペ5世のスペイン王退位要求に消極的となった。
1712年、イギリスとフランスとの間で和平交渉が開始され、フェリペ5世は将来のフランスとスペインの一体化の懸念を払拭するために、フランス王位継承権を放棄することを宣言した。同年、散発的に続いていたオーストリアとフランスとの戦闘でフランスが勝利（ドゥナの戦い）を収めたことにより、全面的な和平の機運が高まった。これにより、スペイン王家に反逆したバレンシアとカタルーニャは反フランス同盟側から見捨てられ、フランス・スペイン軍に蹂躙された。
1713年、各国はユトレヒト条約を結び、長年に及んだ戦争を終結させた。この条約でスペインはオーストリアにスペイン領ネーデルラント、ナポリ王国、ミラノ公国を、サヴォイア公国にシチリア王国（後にサルデーニャ島と交換）を割譲、イギリスはジブラルタルとミノルカ島及び北アメリカのハドソン湾、アカディアを獲得し、反フランス同盟は代償としてフェリペ5世のスペイン王即位を承認した。そして翌1714年にフランス王国とオーストリアとの間でラシュタット条約が結ばれた。
戦争終結の同年にアンが没し、ステュアート朝は断絶。又従兄のハノーファー選帝侯ゲオルク・ルートヴィヒがグレートブリテン王ジョージ1世として即位してハノーヴァー朝が成立すると、ホイッグ党がジョージ1世の信任を背景に復帰、対するトーリー党は王位継承問題に伴う内部分裂と、和睦交渉で大陸の同盟国を見捨てて単独交渉に走ったことが仇となり、中心人物のハーレー・シンジョンらは失脚しホイッグ党が復権、ジャコバイト蜂起も鎮圧されホイッグ党の政権は磐石となり、マールバラ公も名誉回復を果たした。1715年にルイ14世も死去して曾孫のルイ15世が即位、政権交代したイギリスとフランスは協調関係を築いていった。
スペイン継承戦争は、マールバラ公やオイゲンの活躍によりフランスは各地で敗戦を重ねたが、反フランス同盟は足並みの不一致から全面的な勝利を収めることができなかった。特にオランダは、フランスの軍事的な強大化を恐れる一方で、貿易立国としてフランスとの経済関係が重視されていたので、フランスを完全に敗北させることを望んでいなかった。その結果､反フランス同盟の最大の目的であったフェリペ5世のスペイン王位継承は阻止することができなかったが、この戦争で17世紀の西ヨーロッパで最強を誇ったルイ14世のフランス軍のヘゲモニーは抑制され、ヨーロッパの国際関係は新時代を迎えることになった。

## 各戦線の攻防

### ネーデルラント方面
フランス軍は、ルイ14世がマクシミリアン2世と弟のケルン選帝侯兼リエージュ司教ヨーゼフ・クレメンス・フォン・バイエルンと結んでいたため、簡単にオランダ侵攻が出来る最前線にまで駐屯が可能となり、ルイ・フランソワ・ド・ブーフレールが率いるフランス軍はケルン選帝侯領でオランダを伺っていた。しかし、マールバラ公はフランス軍を上回る機動力でフランス軍の補給地点を脅かしたり、マース川流域とケルン選帝侯領を占領したため、フランス軍はネーデルラントへ撤退、居場所を無くしたヨーゼフ・クレメンスはフランスへ亡命した。1703年にヴィルロワ公フランソワ・ド・ヌフヴィルがフランス軍の指揮権を引き継いだが、マールバラ公に牽制され、アントウェルペンからナミュールまでの防衛線確保に手一杯だった。
1704年には、ドイツでフランス・バイエルン連合軍がオーストリアに接近したとの報告を受けたマールバラ公がドイツ遠征を決意したが、前線のフランス軍を残したまま南下することを恐れたオランダに反対されることが分かっていたため、フランス軍とオランダを騙して南下するという賭けに出た。オランダにはアウウェルケルク卿ヘンドリック・ファン・ナッサウを残してバイエルンへ向かい、同じく南下したヴィルロワに対しては途中のライン川を渡河して交戦すると見せかけて牽制、400kmも進みドイツ南部でイタリアから赴任したオイゲンとバーデン辺境伯ルートヴィヒ・ヴィルヘルムと合流した。そしてドナウ川流域を占領しつつバイエルンを荒らし回り、ブレンハイムの戦いでフランス・バイエルン連合軍に大勝し、ドナウ川の脅威を取り除いてイギリスへ帰国した。この戦いの恩賞としてマールバラ公はアンからブレナム宮殿を与えられている。
マールバラ公は1705年にも南下を目論んだが、ドイツからクロード・ルイ・エクトル・ド・ヴィラールが妨害したためネーデルラントへ引き上げ、ネーデルラントでも戦果を上げられなかった。しかし翌1706年にヴィルロワがルイ14世の命令で東進した所を迎え討ち、ラミイの戦いで大勝、余勢を駆ってネーデルラントを占領した。1707年にフランスのイタリア方面司令官だったヴァンドーム公ルイ・ジョゼフ・ド・ブルボンがヴィルロワの代わりにネーデルラントへ向かうと戦線は停滞、1708年にルイ14世の孫でフェリペ5世の兄でもあるブルゴーニュ公ルイの指揮下に入ったヴァンドームにネーデルラント西部を占領されるが、イタリアから北上したオイゲンと合流してアウデナールデの戦いで勝利、西部を奪還して北フランスの要塞都市リールも落としてフランスに脅威を与えた（リール包囲戦）。
1709年に和睦交渉が決裂したため、マールバラ公・オイゲンは北フランスへ進撃、ブルゴーニュ公・ヴァンドームから交代したヴィラール率いるフランス軍が構築した防衛線を崩す戦略を取り、ヴィラールは防衛線堅持の方向で迎え討った。両者はマルプラケの戦いで激突、連合軍は勝利したがフランス軍の倍の大損害を受けたため、トゥルネーとモンスの陥落だけに終わった。また、長期化に伴いイギリスの厭戦気分が高まり、1710年にゴドルフィンが更迭、総選挙でホイッグ党に代わって政権を握ったハーレーとシンジョンらトーリー党政権は、和睦とマールバラ公の罷免に動き出した。
マールバラ公ら同盟軍は1710年から1711年にかけてフランス防衛線を徐々に崩していったが、1711年にマールバラ公はトーリー党に罷免され、後任のオーモンド公ジェームズ・バトラーはフランス外相のトルシー侯と和睦交渉していたハーレーらの命令でフランス軍と戦わず、翌1712年にシンジョンとトルシーが単独講和を結んだため、イギリス軍を引き連れて帰国した。イギリス軍の離脱で同盟軍の戦力は低下、オイゲンとアルベマール伯アーノルド・ヴァン・ケッペルは同盟軍を率いて戦争を続けたが、ドゥナの戦いで敗北してアルベマールは捕らえられ、ヴィラールが戦線を持ち直したため交戦を断念、ユトレヒト条約とラシュタット条約の締結で終戦となった。

### ドイツ方面
フランスはドイツにも軍を送り、アルザスを拠点としてライン川流域（ラインラント）で東進を狙っていた。これに対して、バーデン辺境伯ルートヴィヒ・ヴィルヘルムが対岸でストラスブールからシュトルホーフェンに及ぶ防衛線を構築、フランス軍を待ち構えていた。1702年にヴィラールは、バイエルンで挙兵したマクシミリアン2世に呼応してライン川の渡河を決意、ライン川を南下して南岸のフリートリンゲンの戦いで皇帝軍に勝利したが、一旦ストラスブールへ引き上げ、翌1703年に再度南下してライン川を渡河、バイエルン軍に合流してオーストリアの首都ウィーンに迫る勢いだった。
しかし、方針を巡ってヴィラールとマクシミリアン2世が対立、ヴィラールはフランスへ召還され、タラール伯カミーユ・ドスタンとフェルディナン・ド・マルサンがヴィラールの後任としてドイツ方面を受け持ったが、1704年にブレンハイムの戦いでマールバラ公・オイゲン率いる同盟軍に大敗して、タラールは捕虜となり、マルサンはライン川へ後退してマクシミリアン2世はネーデルラントへ亡命、ドナウ川のフランス軍は消滅してライン川戦線も劣勢になった。1705年にライン川方面軍に復帰したヴィラールはマールバラ公の南下を阻止、ライン川戦線を立て直した。
ヴィラールは翌1707年にルートヴィヒ・ヴィルヘルムが死去して、ライン川司令官となったバイロイト辺境伯クリスティアン・エルンストが守るシュトルホーフェンを攻撃、クリスティアン・エルンストが放棄したシュトルホーフェン防衛線を突破、バーデン・ヴュルテンベルクを略奪して回り大戦果を上げた。失態を演じたクリスティアン・エルンストは罷免され、ハノーファー選帝侯ゲオルク・ルートヴィヒ（後のイギリス王ジョージ1世）がライン川に向かうと、ヴィラールはアルザスへ引き上げた。
1708年、ヴィラールとライン川方面に向かったマクシミリアン2世が再度対立したため、ヴィラールは南フランスへ左遷され、スペイン方面で活躍していたベリック公ジェームズ・フィッツジェームズがスペインからライン川に転任してマクシミリアン2世の補佐を務めた後、ライン川北岸のコブレンツで兵を集めネーデルラントへ向かったオイゲンの後を追って北上、ネーデルラントでブルゴーニュ公・ヴァンドームと合流、アウデナールデの戦いで損害を受けたフランス軍の立て直しと同盟軍の迎撃に当たった。以後、ライン川戦線は進展が無いまま終戦を迎えることになる。

### イタリア・南フランス方面
イタリアでは早くも1701年から戦闘が始まり、オイゲンを司令官とするオーストリア軍がイタリアへ向かった。対するフランスの将軍ニコラ・カティナは、北イタリアの守備を固めオーストリアに至る道路を封鎖していたが、オイゲンはヴェネツィアを通りイタリアへ進出、カルピの戦いでフランス軍を破り、戦線を西へ後退させた。カティナは降格され、ヴィルロワが司令官となったがキアーリの戦いで大損害を受け、1702年のクレモナの戦いで捕らえられるなど惨憺たる結果に終わり、ヴィルロワは解放された後はネーデルラントへ転任、カティナはライン川方面司令官を短期間務めた後に引退（後任はヴィラール）、ヴァンドームがイタリア方面を担当することになった。
オイゲンはルッザーラの戦いでヴァンドームに勝利して戦線を膠着させたが、オーストリアから援助を受けられないことと、ドイツがバイエルンの挙兵で危機に立たされたことから、1703年にオーストリアへ向かい軍事権を掌握した後に、ドイツでマールバラ公と共に戦った。オイゲン不在のオーストリア軍はグイード・フォン・シュターレンベルクが指揮を執ったがヴァンドームの前に苦戦、サヴォイアの大半を制圧された。1705年にオイゲンはイタリアへ戻ったが、ヴァンドームにカッサーノの戦いで敗北、戦局を覆せないままに終わった。
翌1706年、オイゲンがオーストリアへの援助を求めてウィーンに滞在して不在の隙を突いたヴァンドームにより、オーストリア軍はカルチナートの戦いで連敗、トリノがフランス軍に包囲されるまでになったが、サヴォイア公ヴィットーリオ・アメデーオ2世とオーストリアの将軍ヴィリッヒ・フォン・ダウンが抵抗して持ちこたえていた。オイゲンはトリノ救援に向かいイタリアを西進、フランス軍はラミイの戦いで大敗して更迭されたヴィルロワと交代してネーデルラントへ向かったヴァンドームに代わりマルサンとオルレアン公フィリップ2世が指揮官として派遣されたが、2人はオーストリア軍を迎え討つ方針を巡って対立、オイゲンは包囲軍の不備を突いてトリノの戦いで勝利、マルサンは戦死してフィリップ2世はフランスへ敗走、トリノ救援とミラノ奪還を果たした。
1707年にオイゲンはミラノを完全に平定、ナポリもダウンが制圧して、イタリアはオーストリアの手に入った。次にオイゲンとヴィットーリオ・アメデーオ2世はフランス南部の港湾都市トゥーロンを包囲したが、フランスの将軍テッセ伯ルネ・ド・フルーレの防衛と包囲側の不備から奪取の見込みが無くなり撤退、包囲は失敗に終わった（トゥーロン包囲戦）。その後、南フランスは一進一退となり、オイゲンは1708年にイタリアからネーデルラントへ向かい、ダウンがイタリア担当となり、ヴィットーリオ・アメデーオ2世とダウンがフランス占領下のサヴォイアに攻め入ってはヴィラールやベリックに撃退されるという状況が終戦まで繰り返されていった。

### スペイン方面

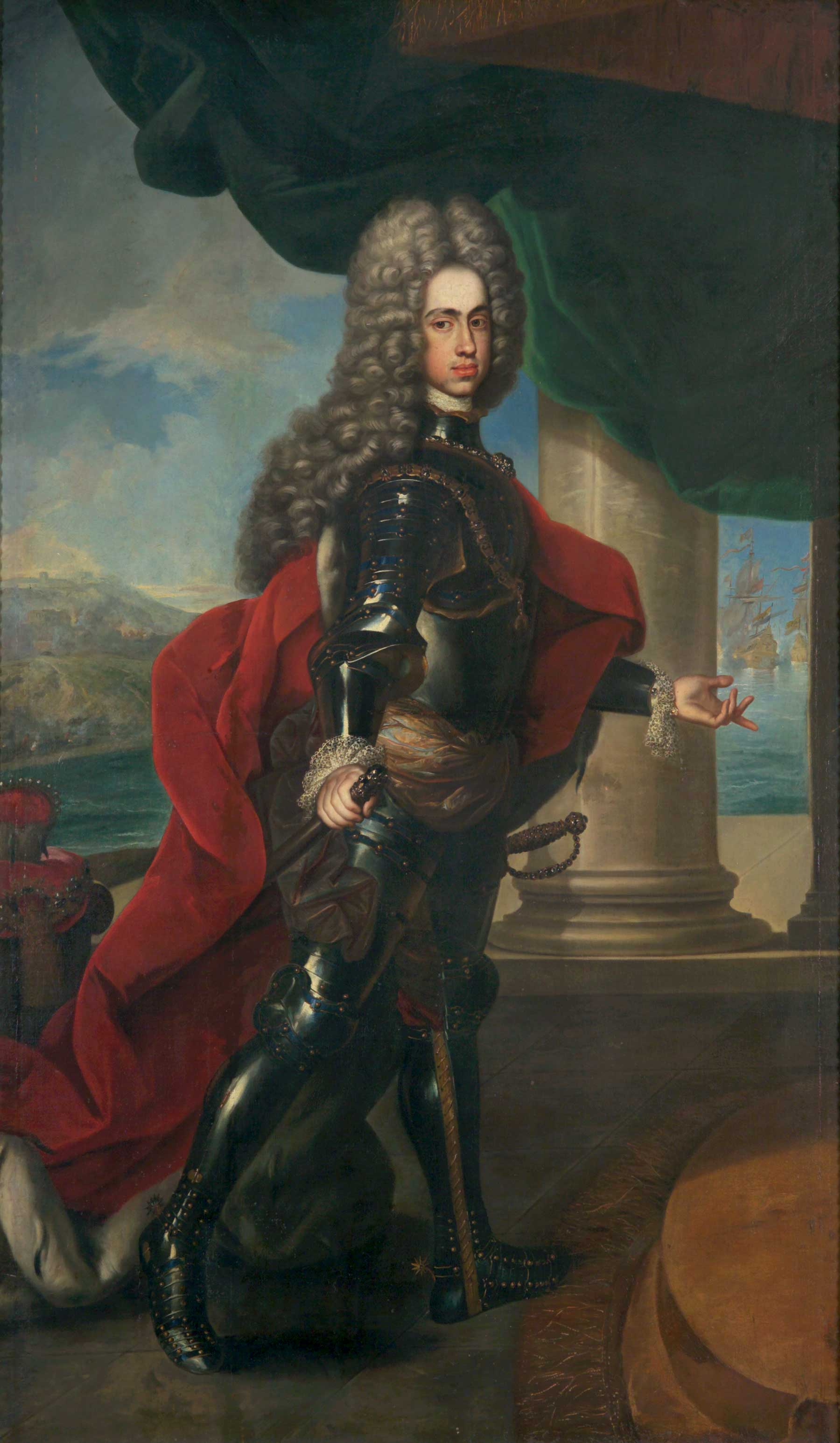
バルセロナ伯としてのカール

スペインでフェリペ5世はカスティーリャ・ナバラ・バスクに支持され、カタルーニャ・アラゴン・バレンシアから反感を抱かれていたことから、スペインでも内戦が避けられなかった。同盟軍とスペイン・フランス軍の交戦は1702年8月の海戦、カディスの戦いとビーゴ湾の海戦など、当初は海戦が主流だったが、1703年にポルトガル・サヴォイアが同盟国に加わり、カール大公がイギリス艦隊の支援でポルトガルに上陸すると状況が一変、陸でも同盟軍とスペイン・フランス連合軍が衝突した。
ポルトガルにはイギリスの将軍ションバーグ公メイナード・ションバーグが着任していたが、1704年にゴールウェイ伯ヘンリー・デ・マシューに交代、翌1705年にはイギリス軍から遠征軍が送られ、ピーターバラ伯チャールズ・モードントは第1次バルセロナ包囲戦でカタルーニャの首都バルセロナを占拠、カタルーニャにはカール大公が、バレンシアにはピーターバラが駐屯することになった。ポルトガル国境付近ではベリックが戦いを優勢に進めていたが、ジブラルタル奪回を主張したフェリペ5世とルイ14世の方針を拒否したため1704年にフランスへ召還、テッセがスペイン方面軍司令官に就任した。
1706年にフェリペ5世とテッセがバルセロナに攻めかかったが、バレンシアのピーターバラとジブラルタルのイギリス艦隊の救援で撤退（第2次バルセロナ包囲戦）、同盟軍は反撃してポルトガル・カタルーニャ・バレンシアの3方面からマドリードへ向かい、ゴールウェイはマドリードを奪いピーターバラ・カール大公と合流、フェリペ5世とベリックはマドリードを明け渡しブルゴスへ後退した。しかし、同盟軍はマドリードの住民から反感を抱かれていたことと、それぞれの連携が不十分だったことからマドリードを奪回され、戦局は遠征前の状態に戻された。戦後テッセはスペインからトゥーロン守備に回され、ベリックがスペイン・フランス軍の指揮を執ることになった。
1707年にゴールウェイがスペイン遠征軍の司令官となり、ピーターバラは不祥事からイギリスへ召還されることが決まり、ゴールウェイはイギリス・ポルトガル連合軍を率いて西進した。しかし、ベリックはイギリス軍より多くの軍勢を引き連れて待ち構えていたため、アルマンサの戦いで大敗した上、イタリア戦線から派遣されたオルレアン公フィリップ2世とベリックがアラゴン・バレンシアを占領して、一気にブルボン家が有利となった。1708年にベリックはライン川方面、次いでネーデルラントへ転任、同盟軍の司令官はゴールウェイからシュターレンベルクに交代、イギリス軍の指揮権はジェームズ・スタンホープに移った。同盟軍は1708年のスペインではブルボン家に押されていたが、代わりにミノルカ島を占領してジブラルタルに並ぶイギリス領に変えていった（ミノルカ島の占領）。
1709年になると、同盟国との和睦に傾いたルイ14世がスペインからフランス軍を撤退させ、1710年にスタンホープがカタルーニャから進軍してアラゴンとカタルーニャ国境付近でスペイン軍を破り（アルメナラの戦い・サラゴサの戦い）、そのままマドリードを占領した。
しかし、1706年の時と同じく住民の協力を得られず飢餓に苦しみ、同盟国の交渉決裂からルイ14世がヴァンドーム率いるフランス軍をスペインへ派遣、ヴァンドームにポルトガルとの連絡と補給を絶たれ、マドリードを再度放棄した。ヴァンドームは同盟軍を追跡して交戦、スタンホープはブリウエガの戦いで敗れて捕らえられ、シュターレンベルクはビリャビシオーサの戦いでヴァンドームを撤退させたが、1711年にはスペイン軍がカタルーニャを侵略して回るまでになり、カール大公の勢力圏はもはやバルセロナ周辺しか無かった。
1711年4月17日、ヨーゼフ1世帝の崩御により、カール大公が皇帝『カール6世』に即位すべくドイツへ戻ったこともスペイン王位の挫折に繋がった。スタンホープの後を受けてイギリス軍司令官となったアーガイル公ジョン・キャンベルも本国からオーモンドと同様和平政策で同盟軍の支援を禁じられていたため、身動きが取れなかった。
1712年にフェリペ5世がフランス王位継承権を放棄して、イギリスとフランスが和平を結び、スペインとポルトガルのイギリス軍は解散、シュターレンベルクや残りの同盟軍も1713年に帰国、1714年にラシュタット条約が締結され、オーストリアとフランスも和睦した。ただし残されたバルセロナは、同盟国が離脱した後もスペインへの降伏を拒絶、単独でフェリペ5世と戦うことを選んだため、スペインの完全平定はベリックがフランスから派遣され、バルセロナを陥落させる1714年までかかることになる（第3次バルセロナ包囲戦）。

## 系図
|                                          |                                          |                                          |                                          |                                          |                                          |  |  |                                           |                                           |                                           |                                           |                                           |                                           |  |  |                                              |                                              |                                              |                                              |                                              |                                              |                                             |                                             |                                             |                                             |                        |                        |                        |                        |  |  |              |              |              |              |              |              |          |          |                      |                      |                      |                      |                                    |                                    |                                    |                                    |                                    |                                    |                                    |                                    |                                    |                                    |                |                |                                           |                                           |                                           |                                           |                                           |                                           |  |  |
|                                          |                                          |                                          |                                          |                                          |                                          |  |  |                                           |                                           |                                           |                                           |                                           |                                           |  |  |                                              |                                              |                                              |                                              |                                              |                                              |                                             |                                             |                                             |                                             |                        |                        |                        |                        |  |  |              |              |              |              |              |              |          |          |                      |                      |                      |                      |                                    |                                    |                                    |                                    |                                    |                                    |                                    |                                    |                                    |                                    |                |                |                                           |                                           |                                           |                                           |                                           |                                           |  |  |
| アンリ4世 フランス王                     | アンリ4世 フランス王                     | アンリ4世 フランス王                     | アンリ4世 フランス王                     | アンリ4世 フランス王                     | アンリ4世 フランス王                     |  |  | マリー・ド・メディシス                    | マリー・ド・メディシス                    | マリー・ド・メディシス                    | マリー・ド・メディシス                    | マリー・ド・メディシス                    | マリー・ド・メディシス                    |  |  |                                              |                                              |                                              |                                              |                                              |                                              |                                             |                                             | フェリペ3世 スペイン王                      | フェリペ3世 スペイン王                      | フェリペ3世 スペイン王 | フェリペ3世 スペイン王 | フェリペ3世 スペイン王 | フェリペ3世 スペイン王 |  |  | マルガリータ | マルガリータ | マルガリータ | マルガリータ | マルガリータ | マルガリータ |          |          |                      |                      |                      |                      | フェルディナント2世 神聖ローマ皇帝 | フェルディナント2世 神聖ローマ皇帝 | フェルディナント2世 神聖ローマ皇帝 | フェルディナント2世 神聖ローマ皇帝 | フェルディナント2世 神聖ローマ皇帝 | フェルディナント2世 神聖ローマ皇帝 |                                    |                                    | マリア・アンナ                     | マリア・アンナ                     | マリア・アンナ | マリア・アンナ | マリア・アンナ                            | マリア・アンナ                            |                                           |                                           |                                           |                                           |  |  |
| アンリ4世 フランス王                     | アンリ4世 フランス王                     | アンリ4世 フランス王                     | アンリ4世 フランス王                     | アンリ4世 フランス王                     | アンリ4世 フランス王                     |  |  | マリー・ド・メディシス                    | マリー・ド・メディシス                    | マリー・ド・メディシス                    | マリー・ド・メディシス                    | マリー・ド・メディシス                    | マリー・ド・メディシス                    |  |  |                                              |                                              |                                              |                                              |                                              |                                              |                                             |                                             | フェリペ3世 スペイン王                      | フェリペ3世 スペイン王                      | フェリペ3世 スペイン王 | フェリペ3世 スペイン王 | フェリペ3世 スペイン王 | フェリペ3世 スペイン王 |  |  | マルガリータ | マルガリータ | マルガリータ | マルガリータ | マルガリータ | マルガリータ |          |          |                      |                      |                      |                      | フェルディナント2世 神聖ローマ皇帝 | フェルディナント2世 神聖ローマ皇帝 | フェルディナント2世 神聖ローマ皇帝 | フェルディナント2世 神聖ローマ皇帝 | フェルディナント2世 神聖ローマ皇帝 | フェルディナント2世 神聖ローマ皇帝 |                                    |                                    | マリア・アンナ                     | マリア・アンナ                     | マリア・アンナ | マリア・アンナ | マリア・アンナ                            | マリア・アンナ                            |                                           |                                           |                                           |                                           |  |  |
|                                          |                                          |                                          |                                          |                                          |                                          |  |  |                                           |                                           |                                           |                                           |                                           |                                           |  |  |                                              |                                              |                                              |                                              |                                              |                                              |                                             |                                             |                                             |                                             |                        |                        |                        |                        |  |  |              |              |              |              |              |              |          |          |                      |                      |                      |                      |                                    |                                    |                                    |                                    |                                    |                                    |                                    |                                    |                                    |                                    |                |                |                                           |                                           |                                           |                                           |                                           |                                           |  |  |
|                                          |                                          |                                          |                                          |                                          |                                          |  |  |                                           |                                           |                                           |                                           |                                           |                                           |  |  |                                              |                                              |                                              |                                              |                                              |                                              |                                             |                                             |                                             |                                             |                        |                        |                        |                        |  |  |              |              |              |              |              |              |          |          |                      |                      |                      |                      |                                    |                                    |                                    |                                    |                                    |                                    |                                    |                                    |                                    |                                    |                |                |                                           |                                           |                                           |                                           |                                           |                                           |  |  |
|                                          |                                          |                                          |                                          |                                          |                                          |  |  |                                           |                                           |                                           |                                           |                                           |                                           |  |  |                                              |                                              |                                              |                                              |                                              |                                              |                                             |                                             |                                             |                                             |                        |                        |                        |                        |  |  |              |              |              |              |              |              |          |          |                      |                      |                      |                      |                                    |                                    |                                    |                                    |                                    |                                    |                                    |                                    |                                    |                                    |                |                |                                           |                                           |                                           |                                           |                                           |                                           |  |  |
|                                          |                                          |                                          |                                          |                                          |                                          |  |  |                                           |                                           |                                           |                                           |                                           |                                           |  |  |                                              |                                              |                                              |                                              |                                              |                                              |                                             |                                             |                                             |                                             |                        |                        |                        |                        |  |  |              |              |              |              |              |              |          |          |                      |                      |                      |                      |                                    |                                    |                                    |                                    |                                    |                                    |                                    |                                    |                                    |                                    |                |                |                                           |                                           |                                           |                                           |                                           |                                           |  |  |
| ルイ13世 フランス王                      | ルイ13世 フランス王                      | ルイ13世 フランス王                      | ルイ13世 フランス王                      | ルイ13世 フランス王                      | ルイ13世 フランス王                      |  |  | アナ                                      | アナ                                      | アナ                                      | アナ                                      | アナ                                      | アナ                                      |  |  | イサベル                                     | イサベル                                     | イサベル                                     | イサベル                                     | イサベル                                     | イサベル                                     |                                             |                                             | フェリペ4世 スペイン王                      | フェリペ4世 スペイン王                      | フェリペ4世 スペイン王 | フェリペ4世 スペイン王 | フェリペ4世 スペイン王 | フェリペ4世 スペイン王 |  |  |              |              |              |              |              |              |          |          | マリア・アナ         | マリア・アナ         | マリア・アナ         | マリア・アナ         | マリア・アナ                       | マリア・アナ                       |                                    |                                    | フェルディナント3世 神聖ローマ皇帝 | フェルディナント3世 神聖ローマ皇帝 | フェルディナント3世 神聖ローマ皇帝 | フェルディナント3世 神聖ローマ皇帝 | フェルディナント3世 神聖ローマ皇帝 | フェルディナント3世 神聖ローマ皇帝 |                |                |                                           |                                           |                                           |                                           |                                           |                                           |  |  |
| ルイ13世 フランス王                      | ルイ13世 フランス王                      | ルイ13世 フランス王                      | ルイ13世 フランス王                      | ルイ13世 フランス王                      | ルイ13世 フランス王                      |  |  | アナ                                      | アナ                                      | アナ                                      | アナ                                      | アナ                                      | アナ                                      |  |  | イサベル                                     | イサベル                                     | イサベル                                     | イサベル                                     | イサベル                                     | イサベル                                     |                                             |                                             | フェリペ4世 スペイン王                      | フェリペ4世 スペイン王                      | フェリペ4世 スペイン王 | フェリペ4世 スペイン王 | フェリペ4世 スペイン王 | フェリペ4世 スペイン王 |  |  |              |              |              |              |              |              |          |          | マリア・アナ         | マリア・アナ         | マリア・アナ         | マリア・アナ         | マリア・アナ                       | マリア・アナ                       |                                    |                                    | フェルディナント3世 神聖ローマ皇帝 | フェルディナント3世 神聖ローマ皇帝 | フェルディナント3世 神聖ローマ皇帝 | フェルディナント3世 神聖ローマ皇帝 | フェルディナント3世 神聖ローマ皇帝 | フェルディナント3世 神聖ローマ皇帝 |                |                |                                           |                                           |                                           |                                           |                                           |                                           |  |  |
|                                          |                                          |                                          |                                          |                                          |                                          |  |  |                                           |                                           |                                           |                                           |                                           |                                           |  |  |                                              |                                              |                                              |                                              |                                              |                                              |                                             |                                             |                                             |                                             |                        |                        |                        |                        |  |  |              |              |              |              |              |              |          |          |                      |                      |                      |                      |                                    |                                    |                                    |                                    |                                    |                                    |                                    |                                    |                                    |                                    |                |                |                                           |                                           |                                           |                                           |                                           |                                           |  |  |
|                                          |                                          |                                          |                                          |                                          |                                          |  |  |                                           |                                           |                                           |                                           |                                           |                                           |  |  |                                              |                                              |                                              |                                              |                                              |                                              |                                             |                                             |                                             |                                             |                        |                        |                        |                        |  |  |              |              |              |              |              |              |          |          |                      |                      |                      |                      |                                    |                                    |                                    |                                    |                                    |                                    |                                    |                                    |                                    |                                    |                |                |                                           |                                           |                                           |                                           |                                           |                                           |  |  |
|                                          |                                          |                                          |                                          |                                          |                                          |  |  |                                           |                                           |                                           |                                           |                                           |                                           |  |  |                                              |                                              |                                              |                                              |                                              |                                              |                                             |                                             |                                             |                                             |                        |                        |                        |                        |  |  |              |              |              |              |              |              |          |          |                      |                      |                      |                      |                                    |                                    |                                    |                                    |                                    |                                    |                                    |                                    |                                    |                                    |                |                |                                           |                                           |                                           |                                           |                                           |                                           |  |  |
|                                          |                                          |                                          |                                          |                                          |                                          |  |  |                                           |                                           |                                           |                                           |                                           |                                           |  |  |                                              |                                              |                                              |                                              |                                              |                                              |                                             |                                             |                                             |                                             |                        |                        |                        |                        |  |  |              |              |              |              |              |              |          |          |                      |                      |                      |                      |                                    |                                    |                                    |                                    |                                    |                                    |                                    |                                    |                                    |                                    |                |                |                                           |                                           |                                           |                                           |                                           |                                           |  |  |
| ルイ14世 フランス王                      | ルイ14世 フランス王                      | ルイ14世 フランス王                      | ルイ14世 フランス王                      | ルイ14世 フランス王                      | ルイ14世 フランス王                      |  |  | マリア・テレサ                            | マリア・テレサ                            | マリア・テレサ                            | マリア・テレサ                            | マリア・テレサ                            | マリア・テレサ                            |  |  | フィリップ1世 オルレアン公                   | フィリップ1世 オルレアン公                   | フィリップ1世 オルレアン公                   | フィリップ1世 オルレアン公                   | フィリップ1世 オルレアン公                   | フィリップ1世 オルレアン公                   |                                             |                                             |                                             |                                             |                        |                        |                        |                        |  |  |              |              | マリアナ     | マリアナ     | マリアナ     | マリアナ     | マリアナ | マリアナ |                      |                      |                      |                      |                                    |                                    |                                    |                                    |                                    |                                    |                                    |                                    |                                    |                                    |                |                | フィリップ・ヴィルヘルム プファルツ選帝侯 | フィリップ・ヴィルヘルム プファルツ選帝侯 | フィリップ・ヴィルヘルム プファルツ選帝侯 | フィリップ・ヴィルヘルム プファルツ選帝侯 | フィリップ・ヴィルヘルム プファルツ選帝侯 | フィリップ・ヴィルヘルム プファルツ選帝侯 |  |  |
| ルイ14世 フランス王                      | ルイ14世 フランス王                      | ルイ14世 フランス王                      | ルイ14世 フランス王                      | ルイ14世 フランス王                      | ルイ14世 フランス王                      |  |  | マリア・テレサ                            | マリア・テレサ                            | マリア・テレサ                            | マリア・テレサ                            | マリア・テレサ                            | マリア・テレサ                            |  |  | フィリップ1世 オルレアン公                   | フィリップ1世 オルレアン公                   | フィリップ1世 オルレアン公                   | フィリップ1世 オルレアン公                   | フィリップ1世 オルレアン公                   | フィリップ1世 オルレアン公                   |                                             |                                             |                                             |                                             |                        |                        |                        |                        |  |  |              |              | マリアナ     | マリアナ     | マリアナ     | マリアナ     | マリアナ | マリアナ |                      |                      |                      |                      |                                    |                                    |                                    |                                    |                                    |                                    |                                    |                                    |                                    |                                    |                |                | フィリップ・ヴィルヘルム プファルツ選帝侯 | フィリップ・ヴィルヘルム プファルツ選帝侯 | フィリップ・ヴィルヘルム プファルツ選帝侯 | フィリップ・ヴィルヘルム プファルツ選帝侯 | フィリップ・ヴィルヘルム プファルツ選帝侯 | フィリップ・ヴィルヘルム プファルツ選帝侯 |  |  |
|                                          |                                          |                                          |                                          |                                          |                                          |  |  |                                           |                                           |                                           |                                           |                                           |                                           |  |  |                                              |                                              |                                              |                                              |                                              |                                              |                                             |                                             |                                             |                                             |                        |                        |                        |                        |  |  |              |              |              |              |              |              |          |          |                      |                      |                      |                      |                                    |                                    |                                    |                                    |                                    |                                    |                                    |                                    |                                    |                                    |                |                |                                           |                                           |                                           |                                           |                                           |                                           |  |  |
|                                          |                                          |                                          |                                          |                                          |                                          |  |  |                                           |                                           |                                           |                                           |                                           |                                           |  |  |                                              |                                              |                                              |                                              |                                              |                                              |                                             |                                             |                                             |                                             |                        |                        |                        |                        |  |  |              |              |              |              |              |              |          |          |                      |                      |                      |                      |                                    |                                    |                                    |                                    |                                    |                                    |                                    |                                    |                                    |                                    |                |                |                                           |                                           |                                           |                                           |                                           |                                           |  |  |
|                                          |                                          |                                          |                                          |                                          |                                          |  |  |                                           |                                           |                                           |                                           |                                           |                                           |  |  |                                              |                                              |                                              |                                              |                                              |                                              |                                             |                                             |                                             |                                             |                        |                        |                        |                        |  |  |              |              |              |              |              |              |          |          |                      |                      |                      |                      |                                    |                                    |                                    |                                    |                                    |                                    |                                    |                                    |                                    |                                    |                |                |                                           |                                           |                                           |                                           |                                           |                                           |  |  |
|                                          |                                          |                                          |                                          |                                          |                                          |  |  |                                           |                                           |                                           |                                           |                                           |                                           |  |  |                                              |                                              |                                              |                                              |                                              |                                              |                                             |                                             |                                             |                                             |                        |                        |                        |                        |  |  |              |              |              |              |              |              |          |          |                      |                      |                      |                      |                                    |                                    |                                    |                                    |                                    |                                    |                                    |                                    |                                    |                                    |                |                |                                           |                                           |                                           |                                           |                                           |                                           |  |  |
|                                          |                                          |                                          |                                          |                                          |                                          |  |  | フェルディナント・マリア バイエルン選帝侯 | フェルディナント・マリア バイエルン選帝侯 | フェルディナント・マリア バイエルン選帝侯 | フェルディナント・マリア バイエルン選帝侯 | フェルディナント・マリア バイエルン選帝侯 | フェルディナント・マリア バイエルン選帝侯 |  |  | マリア・ルイサ                               | マリア・ルイサ                               | マリア・ルイサ                               | マリア・ルイサ                               | マリア・ルイサ                               | マリア・ルイサ                               |                                             |                                             | カルロス2世 スペイン王                      | カルロス2世 スペイン王                      | カルロス2世 スペイン王 | カルロス2世 スペイン王 | カルロス2世 スペイン王 | カルロス2世 スペイン王 |  |  | マリアナ     | マリアナ     | マリアナ     | マリアナ     | マリアナ     | マリアナ     |          |          | マルガリータ・テレサ | マルガリータ・テレサ | マルガリータ・テレサ | マルガリータ・テレサ | マルガリータ・テレサ               | マルガリータ・テレサ               |                                    |                                    | レオポルト1世 神聖ローマ皇帝       | レオポルト1世 神聖ローマ皇帝       | レオポルト1世 神聖ローマ皇帝       | レオポルト1世 神聖ローマ皇帝       | レオポルト1世 神聖ローマ皇帝       | レオポルト1世 神聖ローマ皇帝       |                |                | エレオノーレ・マグダレーネ                | エレオノーレ・マグダレーネ                | エレオノーレ・マグダレーネ                | エレオノーレ・マグダレーネ                | エレオノーレ・マグダレーネ                | エレオノーレ・マグダレーネ                |  |  |
|                                          |                                          |                                          |                                          |                                          |                                          |  |  | フェルディナント・マリア バイエルン選帝侯 | フェルディナント・マリア バイエルン選帝侯 | フェルディナント・マリア バイエルン選帝侯 | フェルディナント・マリア バイエルン選帝侯 | フェルディナント・マリア バイエルン選帝侯 | フェルディナント・マリア バイエルン選帝侯 |  |  | マリア・ルイサ                               | マリア・ルイサ                               | マリア・ルイサ                               | マリア・ルイサ                               | マリア・ルイサ                               | マリア・ルイサ                               |                                             |                                             | カルロス2世 スペイン王                      | カルロス2世 スペイン王                      | カルロス2世 スペイン王 | カルロス2世 スペイン王 | カルロス2世 スペイン王 | カルロス2世 スペイン王 |  |  | マリアナ     | マリアナ     | マリアナ     | マリアナ     | マリアナ     | マリアナ     |          |          | マルガリータ・テレサ | マルガリータ・テレサ | マルガリータ・テレサ | マルガリータ・テレサ | マルガリータ・テレサ               | マルガリータ・テレサ               |                                    |                                    | レオポルト1世 神聖ローマ皇帝       | レオポルト1世 神聖ローマ皇帝       | レオポルト1世 神聖ローマ皇帝       | レオポルト1世 神聖ローマ皇帝       | レオポルト1世 神聖ローマ皇帝       | レオポルト1世 神聖ローマ皇帝       |                |                | エレオノーレ・マグダレーネ                | エレオノーレ・マグダレーネ                | エレオノーレ・マグダレーネ                | エレオノーレ・マグダレーネ                | エレオノーレ・マグダレーネ                | エレオノーレ・マグダレーネ                |  |  |
|                                          |                                          |                                          |                                          |                                          |                                          |  |  |                                           |                                           |                                           |                                           |                                           |                                           |  |  |                                              |                                              |                                              |                                              |                                              |                                              |                                             |                                             |                                             |                                             |                        |                        |                        |                        |  |  |              |              |              |              |              |              |          |          |                      |                      |                      |                      |                                    |                                    |                                    |                                    |                                    |                                    |                                    |                                    |                                    |                                    |                |                |                                           |                                           |                                           |                                           |                                           |                                           |  |  |
|                                          |                                          |                                          |                                          |                                          |                                          |  |  |                                           |                                           |                                           |                                           |                                           |                                           |  |  |                                              |                                              |                                              |                                              |                                              |                                              |                                             |                                             |                                             |                                             |                        |                        |                        |                        |  |  |              |              |              |              |              |              |          |          |                      |                      |                      |                      |                                    |                                    |                                    |                                    |                                    |                                    |                                    |                                    |                                    |                                    |                |                |                                           |                                           |                                           |                                           |                                           |                                           |  |  |
| ルイ （グラン・ドーファン）              | ルイ （グラン・ドーファン）              | ルイ （グラン・ドーファン）              | ルイ （グラン・ドーファン）              | ルイ （グラン・ドーファン）              | ルイ （グラン・ドーファン）              |  |  | マリア・アンナ                            | マリア・アンナ                            | マリア・アンナ                            | マリア・アンナ                            | マリア・アンナ                            | マリア・アンナ                            |  |  | マクシミリアン2世エマヌエル バイエルン選帝侯 | マクシミリアン2世エマヌエル バイエルン選帝侯 | マクシミリアン2世エマヌエル バイエルン選帝侯 | マクシミリアン2世エマヌエル バイエルン選帝侯 | マクシミリアン2世エマヌエル バイエルン選帝侯 | マクシミリアン2世エマヌエル バイエルン選帝侯 |                                             |                                             | マリア・アントニア                          | マリア・アントニア                          | マリア・アントニア     | マリア・アントニア     | マリア・アントニア     | マリア・アントニア     |  |  |              |              |              |              |              |              |          |          |                      |                      |                      |                      |                                    |                                    |                                    |                                    | ヨーゼフ1世 神聖ローマ皇帝         | ヨーゼフ1世 神聖ローマ皇帝         | ヨーゼフ1世 神聖ローマ皇帝         | ヨーゼフ1世 神聖ローマ皇帝         | ヨーゼフ1世 神聖ローマ皇帝         | ヨーゼフ1世 神聖ローマ皇帝         |                |                | カール6世 神聖ローマ皇帝                  | カール6世 神聖ローマ皇帝                  | カール6世 神聖ローマ皇帝                  | カール6世 神聖ローマ皇帝                  | カール6世 神聖ローマ皇帝                  | カール6世 神聖ローマ皇帝                  |  |  |
| ルイ （グラン・ドーファン）              | ルイ （グラン・ドーファン）              | ルイ （グラン・ドーファン）              | ルイ （グラン・ドーファン）              | ルイ （グラン・ドーファン）              | ルイ （グラン・ドーファン）              |  |  | マリア・アンナ                            | マリア・アンナ                            | マリア・アンナ                            | マリア・アンナ                            | マリア・アンナ                            | マリア・アンナ                            |  |  | マクシミリアン2世エマヌエル バイエルン選帝侯 | マクシミリアン2世エマヌエル バイエルン選帝侯 | マクシミリアン2世エマヌエル バイエルン選帝侯 | マクシミリアン2世エマヌエル バイエルン選帝侯 | マクシミリアン2世エマヌエル バイエルン選帝侯 | マクシミリアン2世エマヌエル バイエルン選帝侯 |                                             |                                             | マリア・アントニア                          | マリア・アントニア                          | マリア・アントニア     | マリア・アントニア     | マリア・アントニア     | マリア・アントニア     |  |  |              |              |              |              |              |              |          |          |                      |                      |                      |                      |                                    |                                    |                                    |                                    | ヨーゼフ1世 神聖ローマ皇帝         | ヨーゼフ1世 神聖ローマ皇帝         | ヨーゼフ1世 神聖ローマ皇帝         | ヨーゼフ1世 神聖ローマ皇帝         | ヨーゼフ1世 神聖ローマ皇帝         | ヨーゼフ1世 神聖ローマ皇帝         |                |                | カール6世 神聖ローマ皇帝                  | カール6世 神聖ローマ皇帝                  | カール6世 神聖ローマ皇帝                  | カール6世 神聖ローマ皇帝                  | カール6世 神聖ローマ皇帝                  | カール6世 神聖ローマ皇帝                  |  |  |
|                                          |                                          |                                          |                                          |                                          |                                          |  |  |                                           |                                           |                                           |                                           |                                           |                                           |  |  |                                              |                                              |                                              |                                              |                                              |                                              |                                             |                                             |                                             |                                             |                        |                        |                        |                        |  |  |              |              |              |              |              |              |          |          |                      |                      |                      |                      |                                    |                                    |                                    |                                    |                                    |                                    |                                    |                                    |                                    |                                    |                |                |                                           |                                           |                                           |                                           |                                           |                                           |  |  |
|                                          |                                          |                                          |                                          |                                          |                                          |  |  |                                           |                                           |                                           |                                           |                                           |                                           |  |  |                                              |                                              |                                              |                                              |                                              |                                              |                                             |                                             |                                             |                                             |                        |                        |                        |                        |  |  |              |              |              |              |              |              |          |          |                      |                      |                      |                      |                                    |                                    |                                    |                                    |                                    |                                    |                                    |                                    |                                    |                                    |                |                |                                           |                                           |                                           |                                           |                                           |                                           |  |  |
| ルイ ブルゴーニュ公 （プチ・ドーファン） | ルイ ブルゴーニュ公 （プチ・ドーファン） | ルイ ブルゴーニュ公 （プチ・ドーファン） | ルイ ブルゴーニュ公 （プチ・ドーファン） | ルイ ブルゴーニュ公 （プチ・ドーファン） | ルイ ブルゴーニュ公 （プチ・ドーファン） |  |  | フェリペ5世 スペイン王                    | フェリペ5世 スペイン王                    | フェリペ5世 スペイン王                    | フェリペ5世 スペイン王                    | フェリペ5世 スペイン王                    | フェリペ5世 スペイン王                    |  |  |                                              |                                              |                                              |                                              | ヨーゼフ・フェルディナント アストゥリアス公  | ヨーゼフ・フェルディナント アストゥリアス公  | ヨーゼフ・フェルディナント アストゥリアス公 | ヨーゼフ・フェルディナント アストゥリアス公 | ヨーゼフ・フェルディナント アストゥリアス公 | ヨーゼフ・フェルディナント アストゥリアス公 |                        |                        |                        |                        |  |  |              |              |              |              |              |              |          |          |                      |                      |                      |                      |                                    |                                    |                                    |                                    |                                    |                                    |                                    |                                    |                                    |                                    |                |                |                                           |                                           |                                           |                                           |                                           |                                           |  |  |

凡例
- スペイン・ハプスブルク家の人物
- オーストリア・ハプスブルク家の人物
- ブルボン家（オルレアン家を含む）の人物
- ヴィッテルスバッハ家（バイエルン系）の人物

## その他
スペイン継承戦争が始まる前、イングランドでは1701年に王位継承法が制定された。それにより、同君連合に抵抗のあったスペインとは対照的に、ステュアート朝断絶後はドイツ（神聖ローマ帝国）の領邦で選帝侯の一員でもあるブラウンシュヴァイク＝リューネブルクから新たに国王を迎え入れることを決定した。
同じく選帝侯のブランデンブルク辺境伯兼プロイセン公フリードリヒ3世も、戦争支援の約束と引き換えにレオポルト1世から王号を許され「プロイセンの王」フリードリヒ1世として即位、プロイセン王国が成立した。
ハノーファーとプロイセンは戦後に列強の一員となり、ヨーロッパの勢力を変えることになる。